# Lista așilor aviației române din cel de-al Doilea Război Mondial
Lista cuprinde așii aviației române din cel de-al Doilea Război Mondial
Nu există o listă oficială a acestor ași. Cea de față se bazează pe lista publicată original de cercetătorul Bernád Dénes in 2003, in cartea "Rumanian Aces of World War 2" . Au mai contribuit și alți cercetători ai aviației române, bazate pe documentele din arhiva MApN și pe declarațiile unor participanți direcți la evenimente. La listă au contribuit din partea instituțiilor românești (în ordine alfabetică, titlurile avute în 1999): dipl.-arh. Mihai Andrei, Dan Antoniu, dr. Valeriu Avram, Ion Becherete, Mr. (r) Constantin Bujor, Răzvan Bujor, dr. ing. Cristian Crăciunoiu, C-dor. av. (r) Ion Dobran, C-dor. av. (r) Ion Galea, Gen.-mr. av. ing. (r) Vasile Gavriliu, C-dor. av. ing. (r) Constantin Gheorghiu, C-dor. av. (r) Tudor Gheceanu, ing. Ovidiu George Man, Cornel Marandiuc, Neculai Moghior, Mihai Moisescu, Cpt. c-dor George Paul Sandachi, Ion Țarălungă, Vasile Tudor, publicația Modelism Internațional, Muzeul Aviației, Muzeul Militar Național și Muzeul Național de Istorie a României.
De asemenea, au colaborat (în ordine alfabetică): Mark Axworthy (Anglia), Jean-Pierre Brun (Franța), James Crow (SUA), Hans-Peter Dabrowski (Germania), familia Fülp (România), László Jávor (Ungaria), Karl Kössler (Germania), Robert Michulec (Polonia), Péter Mujzer (Ungaria), Hans-Werner Neulen James Perry (SUA), Peter Petrick (Germania), György Punka (Ungaria), Jean-Louis Roba (Belgia), Matti Salonen (Finlanda), Gyula Sárhidai (Ungaria), Gerhard Stemmer (Germania), Ferenc-Antal Vajda (Belgia) și Henry Larry de Zeng IV (SUA).

## Sistemul de înregistrare a victoriilor
Până în ianuarie 1944 sistemul de înregistrare a victoriilor piloților din Forțele Aeriene Române (ARR) atribuia câte o victorie pentru fiecare avion distrus (doborât, forțat să aterizeze sau distrus la sol). Acest sistem era adecvat pentru lupta cu avioane monomotoare, care formau majoritatea avioanelor inamice de pe Frontul de răsărit.
Odată cu operațiunea Tidal Wave piloții din ARR au trebuit să lupte împotriva bombardierelor multimotoare, mult mai greu de doborât. Ca urmare, din februarie 1944 ARR a introdus un nou sitem de înregistrare: pentru distrugerea a unui avion monomotor era înregistrată o victorie aeriană, pentru un avion bi- sau trimotor două victorii, iar pentru un avion cvadri- sau hexamotor trei victorii. Acest sistem s-a aplicat și retroactiv.

## Lista așilor
| Grad**           | Nume                            | Avioane distruse în aer (omologate) | Avioane distruse în aer (neconfirmate) | Avioane distruse la sol | Total avioane distruse | Victorii | Observații                                                      |
| ---------------- | ------------------------------- | ----------------------------------- | -------------------------------------- | ----------------------- | ---------------------- | -------- | --------------------------------------------------------------- |
| Cpt. (r)         | Constantin Cantacuzino („Bâzu”) | 42 + 1*                             | 11                                     | –                       | 53 + 1*                | 69       |                                                                 |
| Cpt.             | Alexandru Șerbănescu            | 44                                  | 8                                      | –                       | 52                     | 55       | Căzut în luptă                                                  |
| Of. ech. cl. III | Ioan Milu                       | 33                                  | 3 + 1*                                 | 1                       | 37 + 1*                | 52       |                                                                 |
| Cpt.             | Dan Vizanty                     | 15 + 1*                             | –                                      | –                       | 15 + 1*                | 43       |                                                                 |
| Lt.              | Constantin Rosariu              | 14                                  | 2                                      | 4                       | 20                     | 33       |                                                                 |
| Adj.             | Cristea Chirvăsuță              | 18                                  | 4                                      | –                       | 22                     | 31       |                                                                 |
| Of. ec. cl. III  | Ioan Maga                       | 15                                  | 5                                      | –                       | 20                     | 29       |                                                                 |
| Adj. maj.        | Ion Mucenica                    | 21 + 1*                             | 2                                      | –                       | 23 + 1*                | 27       |                                                                 |
| Lt.              | Vasile Gavriliu                 | 14                                  | 2                                      | 4 + 1*                  | 20 + 1*                | 27       |                                                                 |
| Lt.              | Tudor Greceanu                  | 18                                  | 5                                      | 1                       | 24                     | –        |                                                                 |
| Adj. (r)         | Constantin Lungulescu           | 17 + 1*                             | 2                                      | –                       | 19 + 1*                | 24       | Căzut în luptă                                                  |
| Lt. (r)          | Ioan Dicezare                   | 16                                  | 3                                      | –                       | 19                     | 23       |                                                                 |
| Adj. maj.        | Dumitru Ilie                    | 9                                   | 3                                      | 2                       | 14                     | 22       |                                                                 |
| Adj. (r)         | Ioan Mălăcescu                  | 16                                  | 3                                      | –                       | 19                     | –        |                                                                 |
| Cpt.             | Gheorghe Popescu-Ciocănel       | 13                                  | 1                                      | –                       | 14                     | 19       | Căzut în luptă                                                  |
| Cpt.             | Dan Scurtu                      | 9                                   | 3                                      | 2                       | 14                     | 19       |                                                                 |
| Adj.             | Teodor Zăbavă                   | 10 + 1*                             | 3                                      | 4                       | 17 + 1*                | 18       | Mort în accident                                                |
| Adj. șef         | Andrei Rădulescu                | 10                                  | 4                                      | –                       | 14                     | 18       |                                                                 |
| Adj. stag. (r)   | Tiberiu Vinca                   | 12 + 1*                             | 3                                      | 1                       | 16 + 1*                | 17       | Căzut în luptă, doborât de foc amical                           |
| Adj. stag.       | Traian Dârjan                   | 11                                  | 1*                                     | –                       | 11 + 1*                | 17       | Căzut în luptă                                                  |
| Slt.             | Mihai Bulat                     | 4 + 5*                              | –                                      | –                       | 4 + 5*                 | 17       |                                                                 |
| Adj. (r)         | Ioan Nicola                     | 6 + 4*                              | –                                      | –                       | 4 + 5*                 | 16       |                                                                 |
| Lt.              | Ion Dobran                      | 9                                   | 3                                      | 1                       | 13                     | 15       |                                                                 |
| Adj. maj.        | Mihai Mihordea                  | 9                                   | 1*                                     | –                       | 9 + 1*                 | 15       |                                                                 |
| Adj. maj.        | Ștefan Dumitrescu               | 6                                   | 2                                      | –                       | 8                      | 15       |                                                                 |
| Adj.             | Aurel Tifrea                    | 4                                   | 1                                      | 1                       | 6                      | 15       |                                                                 |
| Cpt.             | Gheorghe Stănică                | 3                                   | 2                                      | –                       | 5                      | 15       | Căzut în luptă                                                  |
| Adj.             | Eugen Fulga                     | 3 + 6*                              | 1*                                     | –                       | 3 + 7*                 | 15       |                                                                 |
| Uffz.            | Ernst Stengl                    | 11                                  | –                                      | 1                       | 12                     | 14       | Of. de legătură al Luftwaffe, victorii în misiuni în cadrul ARR |
| Adj. stag.       | Eugen Camencianu                | 7                                   | 3                                      | –                       | 10                     | 14       | Mort în accident                                                |
| Adj.             | Costică P. Popescu              | 7                                   | 1                                      | –                       | 8                      | 14       |                                                                 |
| Adj.             | Petre Cojocaru                  | 3 + 1*                              | 1                                      | –                       | 4 + 1*                 | 14       |                                                                 |
| Adj. stag.       | Dumitru Chera                   | 4 + 1*                              | –                                      |                         | 4 + 1*                 | 13       |                                                                 |
| Adj. stag. (r)   | Iosif Moraru                    | 7                                   | 4                                      | 1                       | 12                     | 13       |                                                                 |
| Cpt.             | Ioan Micu                       | 7 + 1*                              | 1                                      | 3                       | 11 + 1*                | 13       |                                                                 |
| Lt.              | Mircea Dumitrescu               | 6 + 2*                              | 1 + 1*                                 | –                       | 7 + 3*                 | 13       | Dat dispărut de 4 ori, dar a revenit                            |
| Cpt.             | Horia Agarici                   | 6                                   | 2                                      | –                       | 8                      | 13       |                                                                 |
| Cpt.             | Lucian Toma                     | 7                                   | –                                      |                         | 7                      | 13       | Căzut în luptă                                                  |
| Lt.              | Hariton Dușescu                 | 9                                   | 1                                      | 1                       | 11                     | 12       |                                                                 |
| Adj.             | Gheorghe Țuțuianu               | 8                                   | 2                                      | –                       | 10                     | 12       |                                                                 |
| Lt.              | Ion Galea                       | 5                                   | 2                                      | –                       | 7                      | 12       |                                                                 |
| Slt.             | Gheorghe Cristea                | 3 + 1*                              | –                                      | –                       | 3 + 1*                 | 12       | Căzut în luptă                                                  |
| Lt.              | Ioan Bârlădeanu                 | 2 + 1*                              | 1                                      | –                       | 3 + 1*                 | 12       | Căzut în luptă                                                  |
| Lt. (r)          | Nicolae Polizu-Micșunești       | 10                                  | –                                      | –                       | 10                     | 11       | Căzut în luptă                                                  |
| Adj. stag. (r)   | Ștefan Greceanu                 | 7                                   | 3                                      | –                       | 10                     | 11       |                                                                 |
| Adj. maj.        | Ioan Panaite                    | 8                                   | 1                                      | –                       | 9                      | 11       | Căzut în luptă                                                  |
| Adj.             | Constantin Ursache              | 8                                   | 1                                      | –                       | 9                      | 11       |                                                                 |
| Lt.              | Florian Alexiu                  | 5                                   | 1                                      | 2                       | 8                      | 11       | Ucis în bombardament                                            |
| Lt.              | Christu I. Christu              | 4 + 4*                              | –                                      |                         | 4 + 4*                 | 11       |                                                                 |
| Slt.             | Ștefan Octavian Ciutac          | 5                                   | –                                      | 1                       | 6                      | 11       |                                                                 |
| Adj.             | Nicolae Macri                   | 5                                   | –                                      |                         | 5                      | 11       |                                                                 |
| Lt.              | Ioan Ivancievici                | 2 + 3*                              | 2                                      | –                       | 4 + 3*                 | 11       | Căzut în luptă                                                  |
| Adj. șef         | Nicolae Burileanu               | 8                                   | 1                                      | 1                       | 10                     | 10       |                                                                 |
| Slt.             | Liviu Mureșan                   | 7                                   | 2                                      | –                       | 9                      | 10       | Căzut în luptă                                                  |
| Adj.             | Laurențiu Cătană                | 7                                   | –                                      | 1                       | 8                      | 10       | 7 ani prizonier de război în URSS                               |
| Adj. stag.       | Emil Bălan                      | 5                                   | 2                                      | –                       | 7                      | 10       | Căzut în luptă                                                  |
| Adj.             | Ioan Dimache                    | 6 + 1*                              | –                                      |                         | 6 + 1*                 | 10       |                                                                 |
| Adj. stag.       | Mircea Mazilu                   | 2 + 2*                              | 3                                      | –                       | 5 + 2*                 | 10       |                                                                 |
| Adj.             | Constantin Dimache              | 4 + 3*                              | –                                      |                         | 4 + 3*                 | 10       | Căzut în luptă                                                  |
| Lt.              | Dumitru Baciu                   | 4                                   | 1 + 1*                                 | –                       | 5 + 1*                 | 10       |                                                                 |
| Adj. maj.        | Gheorghe Hăpăianu               | 7                                   | 2                                      | –                       | 9                      | 9        | Căzut în luptă                                                  |
| Adj. stag.       | Florian Budu                    | 7                                   | –                                      | 2                       | 9                      | 9        | Căzut în luptă                                                  |
| Lt.              | Parsifal Ștefănescu             | 7                                   | –                                      | –                       | 7                      | 9        | Căzut în luptă                                                  |
| Adj. stag.       | Petre Cordescu                  | 6                                   | –                                      | –                       | 6                      | 9        |                                                                 |
| Adj.             | Alexandru Moldoveanu            | 4                                   | 2                                      | –                       | 6                      | 9        |                                                                 |
| Lt.              | Mircea Șenchea                  | 3                                   | 3                                      | –                       | 6                      | 9        |                                                                 |
| Adj. șef.        | Gheorghe Parsinopol             | 3                                   | –                                      |                         | 3                      | 9        | Căzut în luptă                                                  |
| Slt.             | Constantin Baltă                | 2                                   | 1                                      | –                       | 3                      | 9        |                                                                 |
| Cpt.             | Constantin Georgescu            | 2                                   | 1                                      | –                       | 3                      | 9        |                                                                 |
| Slt.             | Petre Mihăilescu                | 2                                   | 1                                      | –                       | 3                      | 9        | Căzut în luptă                                                  |
| Slt.             | Gheorghe Mociorniță             | 2                                   | 1                                      | –                       | 3                      | 9        | Căzut în luptă                                                  |
| Slt.             | Jean Sandu                      | 2                                   | 1                                      | –                       | 3                      | 9        |                                                                 |
| Cpt. c-dor       | Ioan Sandu                      | 2                                   | 1                                      | –                       | 3                      | 9        | Căzut în luptă                                                  |
| Slt.             | Grigore Panait                  | 1                                   | 2                                      | –                       | 3                      | 9        | Mort în accident                                                |
| Adj.             | Constantin Nicoară              | 5                                   | 2                                      | –                       | 7                      | 8        |                                                                 |
| Adj.             | Gheorghe Cocebaș                | 6                                   | –                                      | –                       | 6                      | 8        |                                                                 |
| Cpt.             | Emil Georgescu                  | 4                                   | 1                                      | –                       | 5                      | 8        |                                                                 |
| Adj. șef         | Ștefan Pucas                    | 4                                   | 1                                      | –                       | 5                      | 8        |                                                                 |
| Adj.             | Ioan Marinciu                   | 4                                   | –                                      |                         | 4                      | 8        |                                                                 |
| Adj.             | Gheorghe Alexandru Grecu        | 3                                   | 1*                                     | –                       | 3 + 1*                 | 8        |                                                                 |
| Lt.              | Carol Anastasescu               | 2                                   | 1                                      | –                       | 3                      | 8        |                                                                 |
| Slt.             | Vasile Forțu                    | 4                                   | 2                                      | 1                       | 7                      | 7        | Mort în accident                                                |
| Adj.             | Ioan Florea                     | 5                                   | –                                      |                         | 5                      | 7        |                                                                 |
| Adj. stag. (r)   | Constantin Pomuț                | 4                                   | 1                                      | –                       | 5                      | 7        | Căzut în luptă                                                  |
| Adj. șef         | Vasile Mirilă                   | 3                                   | –                                      | 1                       | 4                      | 7        |                                                                 |
| Adj.             | Aurel Vlădăreanu                | 3                                   | –                                      |                         | 3                      | 7        |                                                                 |
| Lt.              | Titus Gheorghe Ionescu          | 2                                   | 1                                      | –                       | 3                      | 7        | Căzut în luptă                                                  |
| Slt. (r)         | Erich Richard Selei             | 5                                   | 1                                      | –                       | 6                      | 6        |                                                                 |
| Slt.             | Ioan Vornica                    | 5                                   | –                                      | 1                       | 6                      | 6        | Căzut în luptă                                                  |
| Lt.              | Radu Reinek                     | 5 + 1*                              | –                                      | –                       | 5 + 1*                 | 6        |                                                                 |
| Adj. stag.       | Constantin P. Popescu           | 5                                   | –                                      | –                       | 5                      | 6        |                                                                 |
| Slt.             | Iuliu Anca                      | 4                                   | 1                                      | –                       | 5                      | 6        |                                                                 |
| Adj.             | Pavel Țurcanu                   | 4                                   | –                                      | 1                       | 5                      | 6        | Căzut în luptă                                                  |
| Lt.              | Nicolae Naghirneac              | 2                                   | 2                                      | –                       | 4                      | 6        |                                                                 |
| Adj. stag. (r)   | Iosif Ciuhulescu                | 1 + 3*                              | 1                                      | –                       | 2 + 3*                 | 6        | Căzut în luptă                                                  |
| Adj. stag.       | Dumitru Niculescu               | 2 + 3*                              | –                                      |                         | 2 + 3*                 | 6        | Căzut în luptă                                                  |
| Lt.              | Ștefan Florescu                 | 3                                   | –                                      |                         | 3                      | 6        |                                                                 |
| Adj.             | Eugen Taflan                    | 2                                   | 1                                      | –                       | 3                      | 6        |                                                                 |
| Adj. stag.       | Virgil Anghelescu               | 2                                   | –                                      |                         | 2                      | 6        |                                                                 |
| Slt.             | Pavel Bucșa                     | 2                                   | –                                      |                         | 2                      | 6        |                                                                 |
| Adj.             | Vasile Ioniță                   | 1                                   | 1                                      | –                       | 2                      | 6        |                                                                 |
| Lt.              | Mircea Teodorescu               | 1                                   | 1                                      | –                       | 2                      | 6        |                                                                 |
| Slt.             | Gheorghe Gulan                  | 1 + 1*                              | –                                      |                         | 1 + 1*                 | 6        |                                                                 |
| Slt.             | Petre Scurtu                    | 2*                                  | –                                      |                         | 2*                     | 6        | Căzut în luptă                                                  |
| Slt.             | Vintilă Brătianu                | 5                                   | –                                      | –                       | 5                      | 5        |                                                                 |
| Adj.             | Mihai Belcin                    | 4 + 1*                              | –                                      |                         | 4 + 1*                 | 5        |                                                                 |
| Adj.             | Florea Iordache                 | 4                                   | 1                                      | –                       | 5                      | 5        | Căzut în luptă                                                  |
| Slt.             | Ioan Mihăilescu                 | 4                                   | 1                                      | –                       | 5                      | 5        | Ucis în bombardaments                                           |
| Cpt.             | Emil Droc                       | 3                                   | 2                                      | –                       | 5                      | 5        |                                                                 |
| Adj. stag.       | Costin Miron                    | 3                                   | 2                                      | –                       | 5                      | 5        |                                                                 |
| Adj. stag.       | Romeo Neacșu                    | 3                                   | 2                                      | –                       | 5                      | 5        |                                                                 |
| Lt.              | Ioan Bocșan                     | 3                                   | –                                      | 2                       | 5                      | 5        |                                                                 |
| Cpt.             | Marin Ghica                     | 3                                   | –                                      | 2                       | 5                      | 5        | Căzut în luptă                                                  |
| Lt. (r)          | Ioan Simionescu                 | 4                                   | –                                      |                         | 4                      | 5        |                                                                 |
| Adj.             | Alexandru Economu               | 3                                   | 1                                      | –                       | 4                      | 5        | Căzut în luptă                                                  |
| Serg. TR         | Nicolae Sculy Logotheti         | 3                                   | 1                                      | –                       | 4                      | 5        |                                                                 |
| Adj. șef         | Nicolae Iolu                    | 3                                   | –                                      | 1                       | 4                      | 5        |                                                                 |
| Adj.             | Gheorghe Pisoschi               | 2 + 1*                              | 1                                      | –                       | 3 + 1*                 | 5        | Căzut în luptă                                                  |
| Adj.             | Dumitru Encioiu                 | 3                                   | –                                      |                         | 3                      | 5        |                                                                 |
| Cpt.             | Ioan Roșescu                    | 3                                   | –                                      |                         | 3                      | 5        | Căzut în luptă                                                  |
| Lt.              | Nicolae Bătrânu                 | 2                                   | 1                                      | –                       | 3                      | 5        |                                                                 |
| Adj. stag. (r)   | Vasile Pascu                    | 2                                   | 1*                                     | –                       | 2 + 1*                 | 5        |                                                                 |
| Lt.              | Clemente Mureșan                | 2                                   | –                                      | –                       | 2                      | 5        |                                                                 |
| Cpt.             | Petre Constantinescu            | 1                                   | 1                                      | –                       | 2                      | 5        |                                                                 |
| Cpt.             | Alexandru Manoliu               | 1                                   | –                                      | 4                       | 5                      | 5        | Căzut în luptă                                                  |

* Victorie în comun
** În momentul ultimei victorii aeriene